# Garçon à la flèche
Le Garçon à la flèche (en italien : « Ragazzo con la freccia ») est un tableau, peint vers 1500 par Giorgione.
De format presque carré, 48 × 42 cm, cette huile sur panneau de bois de peuplier est conservée au Kunsthistorisches Museum de Vienne. 

## Historique
Le tableau fait partie des collections de l'archiduc Sigismond à Innsbruck puis, en 1663, se trouve au château d'Ambras, avec comme nom d'auteur Andrea del Sarto. Il entre dans les collections impériales de Vienne en 1773.

## Thème
L'adhésion à la thèse d'une représentation d'Éros tenant la flèche de l'amour, avancée pour la première fois en 1937 par Richter, a été presque unanime. 
Johannes Wilde la conteste et soutient, en 1974, une représentation d'Apollon.

## Description
Représenté en buste et de face, le jeune garçon émerge du fond sombre, vêtu d'un drapé rouge noué à l'épaule gauche sur une tunique de couleur blanche, ourlée de losanges dorés. Une épaisse et longue chevelure bouclée, de couleur châtain, encadre l'ovale de son visage et il fixe son regard vers le spectateur. De sa main droite qui apparaît dans l'angle inférieur gauche, avec l'index et le majeur écartés, il tient une flèche, dont la pointe est dirigée vers le bas.

## Analyse
Le drapé rouge noué à l'épaule évoque un vêtement porté durant l'Antiquité.
Cette figure du jeune garçon émergeant de la pénombre, au modelé moelleux, est d'inspiration léonardesque et pour Terisio Pignatti, ce tableau et Les Trois Âges de l'homme, de la Galerie Palatine, « illustrent le point de contact maximal entre Giorgione et Léonard ». La référence à Léonard est également notée par Enrico Maria Dal Pozzolo. Notamment, il juge comparable le traitement stylistique des lèvres de ce garçon à la flèche, « roses, serrées et ébauchant un sourire qui jette une ombre profonde aux commissures et creuse une fossette au-dessus du menton », et celles de La Joconde.

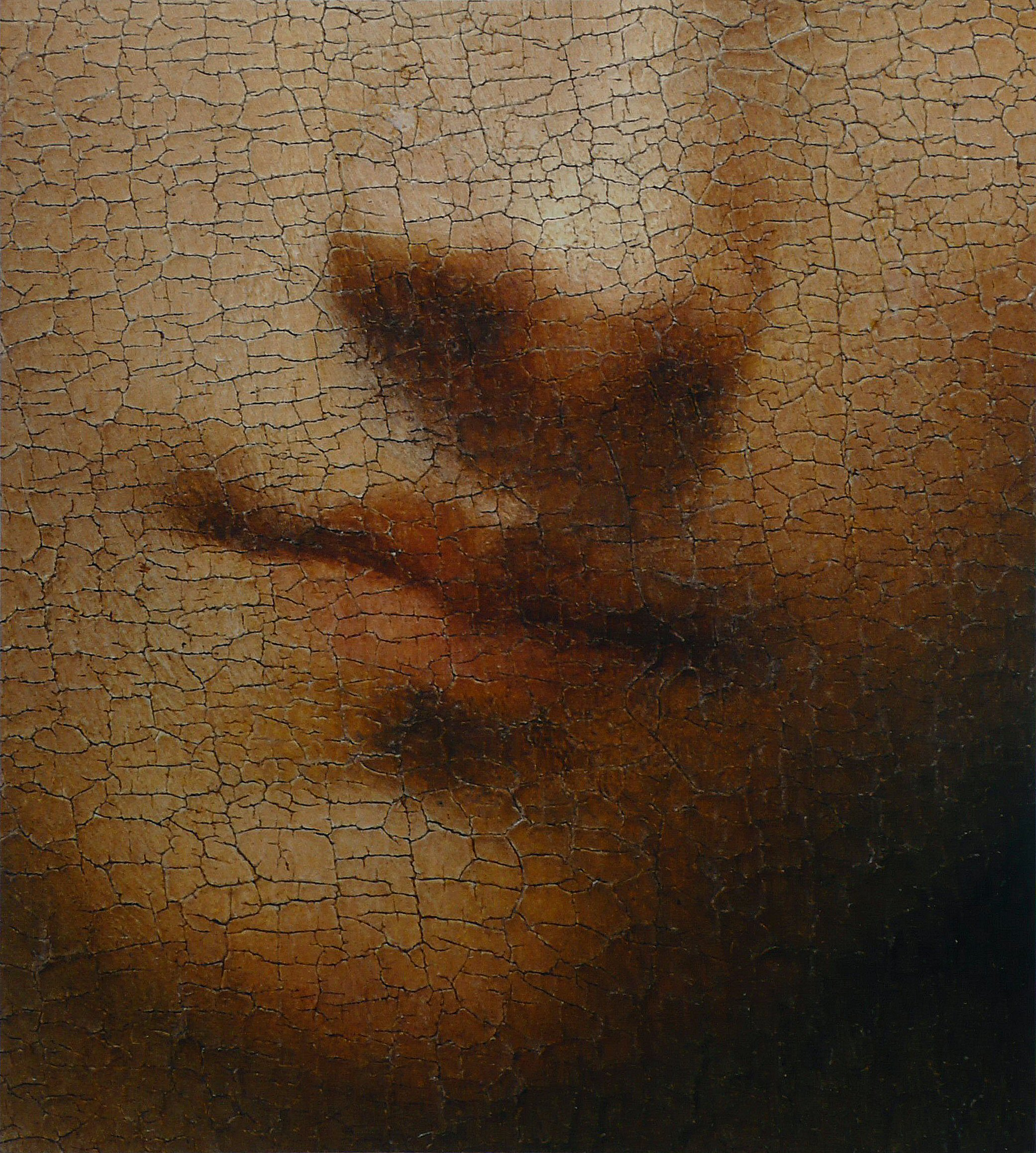
Détail
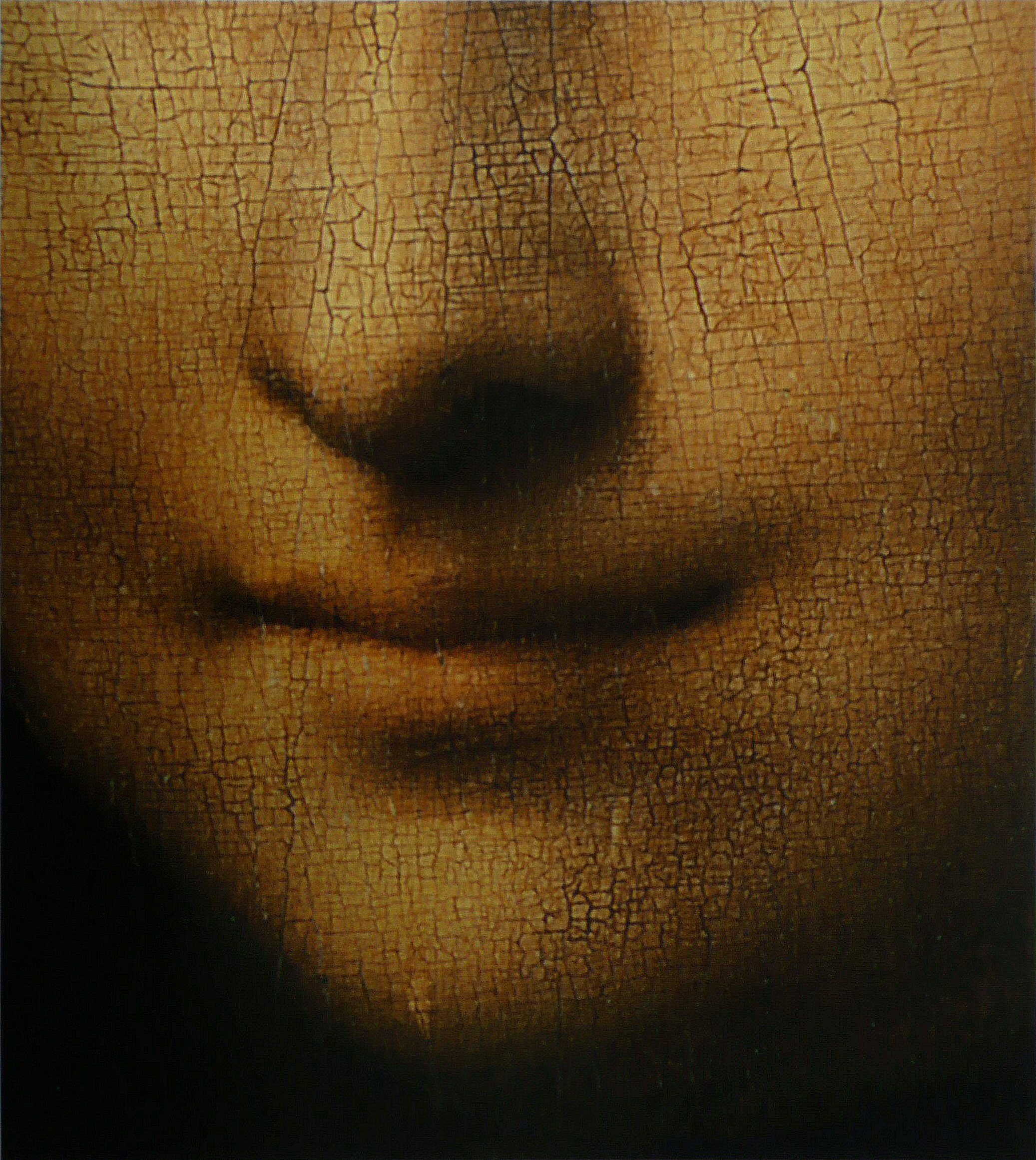
Détail de La Joconde

### Attribution et datation
Le catalogue de 1783 des collections impériales considère l'œuvre de la main d'Andrea Schiavone puis, dans celui de 1873, la paternité est donnée au Corrège.
En 1903, Gustav Ludwig est le premier a identifié le tableau à celui vu par Marcantonio Michiel en 1530 dans la demeure vénitienne de Giovanni Ram, un médecin d'origine espagnole. Michiel le décrit dans sa Notizia d'opere di disegno, conservée à la Biblioteca Marciana, avec comme commentaire « La peinture de la tête du garçon qui tient la flèche, de la main de Zorzo da Castelfranco ». Il voit, trois ans plus tard, l'œuvre chez le vénitien Antonio Pasqualino, et note dans son ouvrage « La tête du garçon qui tient la flèche, fait de la main de Zorzi da Castelfranco, anciennement à messire Zuan Ram et de laquelle messire Zuan a une peinture qu'il pense être l'originale ». 
La paternité à Giorgione est soutenue par Georg Gronau alors que Bernard Berenson hésite entre une attribution d'abord à Giovanni Cariani en 1894, ensuite au Corrège, à Lorenzo Lotto, avant de finalement se décider pour le maître de Castelfranco en 1957. Elle est, dès lors, acceptée par l'ensemble de la critique et tout particulièrement après un nettoyage effectué en 1955, pour l'exposition Giorgione de Venise de la même année, qui a révélé la qualité de l'œuvre. 
La critique est divisée sur la datation qui couvre la période d'activité du peintre. Alessandro Ballarin et Mauro Lucco voient une œuvre de jeunesse, peinte avant 1500. L'époque intermédiaire, vers 1506, est privilégiée par George Martin Richter en 1937, Ludwig Baldass et Günther Heinz en 1964 et Jaynie Anderson. Enfin, Decio Gioseffi propose la période tardive, entre 1508 et 1510.

## Sources bibliographiques
- Terisio Pignatti et Filippo Pedrocco (trad. Claude Bonnafont), Giorgione, Paris, Éditions Liana Levi, 1999, 224 p. (ISBN 978-2-86746-220-7), p. 60, 132.
- Enrico Maria Dal Pozzolo (trad. de l'italien par Anne Guglielmetti), Giorgione, Arles, Actes Sud, 2009, 383 p. (ISBN 978-2-7427-8448-6), p. 40-41, 223-226.